# Babycurus dunlopi
Espèce
Babycurus dunlopi est une espèce de scorpions de la famille des Buthidae.

## Distribution
Cette espèce est endémique de la région Sud en Éthiopie. Elle se rencontre dans la zone Gamo Gofa.

## Description
La femelle holotype mesure 53,15 mm et les mâles paratypes 49,25 mm et 55,06 mm.

## Étymologie
Cette espèce est nommée en l'honneur de Jason A. Dunlop.

## Publication originale
- Kovařík, Lowe, Seiter, Plíšková & Šťáhlavský, 2015 : « Scorpions of Ethiopia (Arachnida: Scorpiones). Part II. Genus Babycurus Karsch, 1886 (Buthidae), with description of two new species. » Euscorpius, no 196, p. 1-31 (texte intégral).